# Franco Ferreiro
Franco Ferreiro (Uruguaiana, 1º luglio 1984) è un ex tennista brasiliano.

## Carriera
In carriera ha raggiunto 2 finali di doppio. In doppio ha raggiunto la 53ª posizione della classifica ATP, mentre in singolare si è issato fino al 136º posto.
In Coppa Davis ha giocato un totale di 2 partite, ottenendo una vittoria e una sconfitta.

## Statistiche

### Doppio

#### Finali perse (2)
| Numero | Anno             | Torneo                               | Superficie  | Compagno | Avversari in finale                 | Punteggio        |
| 1.     | 20 febbraio 2011 | Copa Claro, Buenos Aires             | Terra rossa | André Sá | Oliver Marach Leonardo Mayer        | 6-7, 3-6         |
| 2.     | 7 agosto 2011    | Bet-at-home Cup Kitzbühel, Kitzbühel | Terra rossa | André Sá | Daniele Bracciali Santiago González | 6-7, 6-4, [9-11] |